# Callum Anderson
Callum Bradley Anderson (né en 1991 ou 1992) est un homme politique du parti travailliste britannique est député de Buckingham et Bletchley depuis 2024.

## Jeunesse et carrière
Anderson est né à Dunstable, dans le Bedfordshire, d'un père noir et d'une mère blanche,. Il est élevé par sa mère, employée de commerce, dans un logement HLM.
En 2013, Anderson obtient un baccalauréat en sciences économiques avec spécialisation en allemand de l'Université de Birmingham. Il travaille comme conseiller politique auprès de la Bourse de Londres et de la City of London Corporation, après avoir travaillé pour plusieurs groupes de réflexion,.
Avant d'être élu député, Anderson travaille chez London Stock Exchange Group plc.

## Carrière politique
Anderson rejoint le Parti travailliste à 18 ans. Il est membre du Forum politique national du Parti travailliste, soutenu par Labour to Win, et de l'exécutif du BAME Labour Network,.
Anderson se présente comme candidat travailliste aux élections générales de 2019, terminant deuxième dans son ancienne circonscription d'origine, South West Bedfordshire. Il exprime son soutien à un deuxième référendum sur l'UE lors de la campagne électorale.
Il postule sans succès pour être candidat à l'échelle de Londres pour les élections à l'Assemblée de Londres de 2021 et candidat parlementaire pour Stevenage en 2022.
Anderson est élu membre du conseil municipal d'Ealing London pour South Acton en 2022. À Ealing, il est gouverneur d'école et l'un des commissaires à l'égalité raciale du Conseil.
Lors des élections générales de 2024, Anderson est élu premier député de la nouvelle circonscription de Buckingham et Bletchley. Il bat le conservateur Iain Stewart, qui a été député dans l'une des circonscriptions précédentes.